# Bolesław Dąbrowski
Bolesław Dąbrowski (ur. 11 grudnia 1911 w Klińcach, Kresy wschodnie, zm. 13 grudnia 1997 w Olsztynie) – polski naukowiec, specjalista ekonomiki rybactwa, profesor i rektor Wyższej Szkoły Rolniczej w Olsztynie.

## Życiorys
Był synem lekarza weterynarii. Od 1918 mieszkał w Warszawie, gdzie uczęszczał do gimnazjum oraz ukończył studia w Szkole Głównej Gospodarstwa Wiejskiego (1936), ze specjalizacją z ekonomiki i organizacji gospodarki rybnej. Po studiach pracował w Brasławiu (Wileńszczyzna) przy organizacji nowoczesnego gospodarstwa rybackiego (później kierował tym gospodarstwem). Po wybuchu II wojny światowej pracował kolejno w wylęgarni ryb w Białej Wace (1939–1941), w gospodarstwie rybackim na Litwie (1941–1942) i w Zasadniczej Szkole Rybackiej w Tatarze koło Rawy Mazowieckiej (1942–1945).
W marcu 1945 osiadł w Olsztynie, zajmując się pracą organizacyjną w sektorze rybackim. Był początkowo naczelnikiem Wydziału Rybackiego Urzędu Wojewódzkiego; organizował m.in. spółdzielnie pracy oraz sieć sklepów spożywczych. W latach 1947–1949 kierował olsztyńskim oddziałem Centrali Rybnej. W 1949 przeszedł do pracy w Warszawie na stanowisko kierownika Oddziału Gospodarki Rybnej Centralnego Zarządu Państwowych Gospodarstw Rolnych. Od 1951 był kierownikiem Zakładu Ekonomiki Rybactwa Instytutu Rybactwa Śródlądowego w Olsztynie. Był jednym z organizatorów Wydziału Rybackiego tworzonej Wyższej Szkoły Rolniczej w Olsztynie, gdzie wykładał następnie ekonomikę rybactwa i organizację przedsiębiorstw rybackich. Wykłady prowadził również w latach 1951–1953 w warszawskiej Szkole Głównej Gospodarstwa Wiejskiego.
Od 1956 roku należał do PZPR. W latach 1964–1969 był członkiem plenum Komitetu Wojewódzkiego PZPR w Olsztynie. W latach 1959–1974 kierował Katedrą Ekonomiki Rybactwa w Wyższej Szkole Rolniczej w Olsztynie (przemianowanej w 1969 na Akademię Rolniczo-Techniczną, obecnie Uniwersytet Warmińsko-Mazurski). Pełnił funkcję prodziekana Wydziału Rybackiego (1960–1962), dziekana tego Wydziału (1962–1965), rektora WSR (1965–1968). W latach 1968–1977 był dyrektorem Instytutu Rybactwa Śródlądowego w Olsztynie. W 1955 otrzymał stopień docenta, w 1964 profesora nadzwyczajnego, w lutym 1976 – profesora zwyczajnego. Przeszedł na emeryturę w grudniu 1981.
Brał udział w pracach wielu towarzystw i instytucji naukowych, był m.in. członkiem Rady Naukowej Morskiego Instytutu Rybackiego w Gdyni, członkiem Rady Naukowej Instytutu Rybactwa Śródlądowego w Olsztynie, wiceprezesem (także członkiem honorowym) Rady Naukowej Ośrodka Badań Naukowych im. Wojciecha Kętrzyńskiego w Olsztynie, prezesem Zarządu Wojewódzkiego w Olsztynie oraz wiceprezesem Zarządu Głównego Towarzystwa Wiedzy Powszechnej. W latach 1966–1977 przewodniczył Kolegium Redakcyjnemu sekcji rybackiej "Roczników Nauk Rolniczych PAN", był również przewodniczącym Komisji Programowej miesięcznika "Gospodarka Rybna". Zasiadał w Centralnej Komisji Kwalifikacyjnej Pracowników Nauki przy Radzie Ministrów oraz w Radzie Programowej Uniwersytetu Otwartego Rolniczo-Ekologicznego przy Akademii Rolniczo-Technicznej w Olsztynie. Był odznaczony m.in. Orderem Sztandaru Pracy I klasy, Krzyżem Oficerskim i Kawalerskim Orderu Odrodzenia Polski, Srebrnym Krzyżem Zasługi, Medalem Komisji Edukacji Narodowej oraz wieloma odznakami regionalnymi, resortowymi i akademickimi.
Ogłosił ponad 70 prac naukowych, był promotorem 73 prac magisterskich oraz 13 doktorskich.

## Życie prywatne
Od 1941 był żonaty z Wandą z Petrusewiczów (1920-2006), córką profesora prawa Kazimierza Petrusewicza, bibliotekarką, organizatorką polskiego bibliotekarstwa w Olsztynie po II wojnie światowej; z małżeństwa tego urodziło się dwóch synów.